# Sieradowice Pierwsze
Sieradowice Pierwsze – wieś w Polsce, położona w województwie świętokrzyskim, w powiecie kieleckim, w gminie Bodzentyn.
| SIMC    | Nazwa   | Rodzaj     |
| ------- | ------- | ---------- |
| 0230444 | Ośrodek | przysiółek |

W latach 1975–1998 miejscowość administracyjnie należała do województwa kieleckiego.
Przez wieś przechodzi  niebieski szlak turystyczny im. E. Wołoszyna z Wąchocka do Cedzyny.